# Episodi di Star Wars: The Bad Batch (terza stagione)
La terza e ultima stagione della serie animata Star Wars: The Bad Batch, composta da 15 episodi, è stata pubblicata sul servizio di streaming on demand Disney+ dal 21 febbraio 2024 al 1º maggio 2024.
I primi 3 episodi sono stati pubblicati contemporaneamente, mentre i rimanenti saranno resi disponibili a cadenza settimanale.
| nº | Titolo originale        | Titolo italiano          | Pubblicazione    |
| -- | ----------------------- | ------------------------ | ---------------- |
| 1  | Confined                | Reclusi                  | 21 febbraio 2024 |
| 2  | Paths Unknown           | Strade sconosciute       | 21 febbraio 2024 |
| 3  | Shadows of Tantiss      | Le tenebre di Tantiss    | 21 febbraio 2024 |
| 4  | A Different Approach    | Un'insolita tattica      | 28 febbraio 2024 |
| 5  | The Return              | Il ritorno               | 6 marzo 2024     |
| 6  | Infiltration            | Infiltrati               | 13 marzo 2024    |
| 7  | Extraction              | Estrazione               | 13 marzo 2024    |
| 8  | Bad Territory           | Territorio ostile        | 20 marzo 2024    |
| 9  | The Harbinger           | La messaggera            | 27 marzo 2024    |
| 10 | Identity Crisis         | Crisi d'identità         | 3 aprile 2024    |
| 11 | Point of No Return      | Punto di non ritorno     | 3 aprile 2024    |
| 12 | Juggernaut              | Juggernaut               | 10 aprile 2024   |
| 13 | Into the Breach         | Nella breccia            | 17 aprile 2024   |
| 14 | Flash Strike            | Attacco lampo            | 24 aprile 2024   |
| 15 | The Cavalry Has Arrived | È arrivata la cavalleria | 1º maggio 2024   |

## Reclusi
- Titolo originale: Confined
- Diretto da: Saul Ruiz
- Scritto da: Jennifer Corbett

### Trama
Dopo essere trasportata sul Monte Tantiss dall'Impero, Omega svolge quotidianamente vari compiti insieme all'addetta Emerie Karr, tra cui prelevare campioni di sangue di cloni (compresa sé stessa), e trasportarli in laboratorio da Nala Se. Quest'ultima distrugge segretamente i campioni del sangue di Omega, che intende aiutare a fuggire. Eludendo le guardie quotidianamente conversa con Crosshair rinchiuso in cella, che tenta invano di scoraggiare Omega dal fuggire, e fa amicizia con un segugio di nome Batcher. Quando gli Imperiali decidono di sopprimere Batcher per le sue ferite, Omega lo libera e lo lascia fuggire nelle giungle. Il dottor Hemlock avverte Omega che un'ulteriore sfida avrà conseguenze per Crosshair.

## Strade sconosciute
- Titolo originale: Paths Unknown
- Diretto da: Nate Villanueva
- Scritto da: Matt Michnovetz

### Trama
Dopo aver ottenuto informazioni dalla famiglia criminale Durand, Hunter e Wrecker si recano in una struttura di clonazione imperiale abbandonata di cui Hemlock era responsabile. La coppia incontra Mox, Zeke e Stak, cadetti clone che furono tenuti prigionieri da Hemlock prima di riuscire a scappare mentre l'Impero distruggeva la struttura. Zeke aiuta Hunter e Wrecker ad entrare nella struttura mentre sfuggono alle piante striscianti, un esperimento imperiale andato storto. Nel frattempo, Mox e Stak riescono a trovare il Malandrino. Mentre raccoglie informazioni, il trio viene attaccato dalle piante striscianti, che si rivelano essere i tentacoli di un enorme mostro. Mox e Stak riescono a salvare i tre e sconfiggono la creatura con gli esplosivi. Hunter quindi promette di portare i cadetti a Pabu.

## Le tenebre di Tantiss
- Titolo originale: Shadows of Tantiss
- Diretto da: Steward Lee
- Scritto da: Matt Michnovetz

### Trama
L'Imperatore Palpatine si reca sul Monte Tantiss per valutare i progressi del Progetto Negromante. Dopo che Emerie Karr ha prelevato un campione del sangue di Omega, Nala Se avverte Omega che è in pericolo e la esorta a scappare utilizzando il suo stesso datapad con accesso alla struttura e alle sue navette. Omega libera Crosshair e, dopo aver appreso che tutte le navette sono paralizzate a causa della visita di Palpatine, scappano attraverso gli scivoli delle gabbie dei segugi per trovare una navetta precipitata. Emerie tenta di fermarli, ma viene stordita da Crosshair, attivando inavvertitamente un allarme. Dopo aver neutralizzato una squadra di ricerca, Crosshair e Omega, raggiunti da Batcher, rubano la loro navetta ma finiscono per essere inseguiti. Tuttavia, dopo aver appreso da Emerie che il campione di sangue di Omega non si è degradato durante il trasferimento per il Progetto Negromante, Hemlock interrompe l'inseguimento, poiché hanno bisogno di Omega viva.

## Un'insolita tattica
- Titolo originale: A Different Approach
- Diretto da: Saul Ruiz
- Scritto da: Ezra Nachman

### Trama
Mentre Hemlock interroga Nala Se per sospetto tradimento, Omega e Crosshair sono costretti a schiantarsi sul pianeta Lau per i danni subiti alla navetta. Si dirigono verso un vicino spazioporto, dove Omega dimostra le sue abilità nel gioco d'azzardo per corrompere un'impiegata che li faccia imbarcare su una nave. Quando Batcher viene rapito dalle truppe imperiali, Omega lo insegue, seguita da un riluttante Crosshair. Le truppe imperiali li trovano e li mettono all'angolo. Durante uno scontro riescono a liberare Batcher, rubare una nave mercantile e fuggire dal pianeta. Più tardi, si riuniscono con Hunter e Wrecker, felici di riabbracciare Omega e allo stesso tempo tesi per la presenza di Crosshair.

## Il ritorno
- Titolo originale: The Return
- Diretto da: Nate Villanueva
- Scritto da: Amanda Rose Muñoz

### Trama
Approdati su Pabu, Hunter e Wrecker hanno ancora dei seri dubbi sulla lealtà di Crosshair, nonostante Omega voglia dargli il beneficio del dubbio. Echo ritorna su Pabu e insieme alla Bad Batch discute degli esperimenti condotti sui cloni a Tantiss. Per ottenere maggiori dettagli dal datapad di Nala Se, seguono con riluttanza il suggerimento di Crosshair di collegarlo a un terminale di computer nel suo precedente posto su Barton-4. Trovando il deposito abbandonato, sono costretti a deviare l'energia dal suo perimetro di difesa, invitando così un enorme dragone ad attaccarli. Mettendo da parte le loro divergenze, Hunter e Crosshair lavorano insieme per attirare la creatura fuori dal perimetro prima di attivare una fonte di energia ausiliaria, riattivando le difese. Con Crosshair che ha riconquistato la fiducia dei suoi compagni di squadra e con le informazioni che hanno recuperato, il Batch si propone di liberare i loro fratelli.

## Infiltrati
- Titolo originale: Infiltration
- Diretto da: Steward Lee
- Scritto da: Brad Rau

### Trama
Sorvegliato da Rex e dai suoi compagni cloni ribelli, Avi Singh, l'ex senatore di Raxus, incontra segretamente Riyo Chuchi per discutere della formazione di un movimento ribelle contro l'Imperatore finché un altro assassino clone non colpisce. L'attacco fallisce e l'assassino viene catturato e sollecitato a chiedere informazioni su Tantiss, ma un altro viene inviato per ucciderlo prima che possa parlare. Tra il suo equipaggiamento, gli uomini di Rex trovano un registro che elenca Omega come uno dei suoi obiettivi assegnati, spingendo Rex a convocare la Bad Batch alla sua base. Omega e Crosshair raccontano quel poco che sanno sugli esperimenti imperiali e sulla divisione di assassini di cloni formata da Hemlock. Dopo aver saputo che ne hanno catturato uno, Crosshair li avverte di un impianto di localizzazione segreto all'interno dell'agente; ma poi colpisce il secondo assassino, uccidendo il prigioniero. La base viene accidentalmente fatta saltare in aria e una squadra di recupero imperiale, guidata dal comandante Wolffe, è in viaggio per riconquistare Omega.

## Estrazione
- Titolo originale: Extraction
- Diretto da: Saul Ruiz
- Scritto da: Jennifer Corbett & Matt Michnovetz

### Trama
La Bad Batch, Rex e i suoi pochi soldati sopravvissuti si fanno strada attraverso la base in rovina, inseguiti da Wolffe e dai suoi uomini e dall'assassino clone che li insegue nonostante gli ordini di Wolffe. I fuggitivi lanciano una navetta, ma l'assassino abbatte la nave, costringendola ad un atterraggio di fortuna e ad un duro viaggio fino all'estrazione da parte di Echo. L'assassino li insegue da solo finché non supera una cascata dopo aver affrontato Crosshair in un duello. Al punto di estrazione, Wolffe li intercetta, ma dopo essere stato confrontato dal suo vecchio amico Rex e dalla verità dietro il trattamento dei cloni da parte dell'Impero, lascia che i sopravvissuti scappino. Mentre se ne vanno, Rex consiglia a Hunter che, per mantenere Omega al sicuro, devono scoprire perché è così importante per l'Impero.

## Territorio ostile
- Titolo originale: Bad Territory
- Diretto da: Nate Villanueva
- Scritto da: Matt Michnovetz

### Trama
Phee, a cui è stato chiesto dal Batch di fare domande sul progetto M-count dell'Impero, riferisce che i cacciatori di taglie sono stati assunti per cercare soggetti con quel tratto speciale. Credendo che Fennec Shand possa conoscere la risposta, Hunter e Wrecker decidono di cercarla, lasciando Omega e Crosshair su Pabu. Sebbene Shand stessa non sappia nulla, li indirizza a un altro cacciatore di taglie che potrebbe, in cambio del loro aiuto, catturare il suo attuale bersaglio, Sylar Saris. Dopo un'ardente caccia, riescono ad abbattere Saris, ma Shand tradisce segretamente la Batch. Su Pabu, Crosshair si rifiuta di parlare del trauma che ha subito a Tantiss, che compromette le sue capacità di cecchino. Omega lo aiuta a superare il suo handicap insegnandogli tecniche meditative.

## La messaggera
- Titolo originale: The Harbinger
- Diretto da: Steward Lee
- Scritto da: Jennifer Corbett

### Trama
Mentre aspettano Pabu, il Batch incontra il contatto di Shand, Asajj Ventress, che li informa che il conteggio M indica la connessione innata di una persona con la Forza. Ventress mette alla prova l'abilità di Omega usando tecniche Jedi, ma una volta che il Batch scopre l'identità di Ventress, la loro sfiducia nei suoi confronti si trasforma in ostilità. Omega è convinta che Ventress sia sincera e continua le prove, ma durante la prova finale in mare Omega evoca inavvertitamente un mostro marino che li attacca. Ventress salva Omega e pacifica la creatura, guadagnando così la fiducia del resto del gruppo. Ventress afferma che il conteggio M di Omega è basso, ma in seguito ammette indirettamente ai cloni adulti che stava mentendo. Prima di partire, li avverte che non saranno al sicuro su Pabu mentre l'Impero continua a dare la caccia a Omega.

## Crisi d'identità
- Titolo originale: Identity Crisis
- Diretto da: Saul Ruiz
- Scritto da: Amanda Rose Muñoz

### Trama
In tutto l'Impero, i bambini che rivelano sensibilità alla Forza vengono catturati e consegnati a Tantiss. Con la prigionia di Nala Se, Hemlock promuove con riluttanza Emerie Karr alla sua posizione vacante e la familiarizza con il Progetto Negromante. Dopo aver assistito all'insensibile brutalità con cui vengono trattati i bambini usati come campione, Karr rimane lentamente delusa dall'Impero e dalla rettitudine del suo lavoro. Di fronte alla cancellazione dei finanziamenti del suo progetto, Hemlock scopre che il suo assassino clone di Teth ha rintracciato Phee come uno dei contatti di Omega e lo manda a cercarla.

## Punto di non ritorno
- Titolo originale: Point of No Return
- Diretto da: Nate Villanueva
- Scritto da: Amanda Rose Muñoz

### Trama
L'assassino clone si infiltra nella nave di Phee durante un controllo e hackera il suo computer di navigazione, scoprendo così dove si trova Omega su Pabu. Proprio mentre il Gruppo Bad si prepara a lasciare il pianeta, l'assassino arriva e conferma la loro presenza, distrugge il Predone e chiama una squadra d'assalto imperiale. Con le loro vie di fuga interrotte, il resto del Gruppo cerca di eludere i loro inseguitori mentre Hunter parte per rubare una cannoniera. Dopo che Hunter fallisce, Omega decide di arrendersi, sia per risparmiare la gente di Pabu sia per consentire al Batch di rintracciarla a Tantiss. Il tentativo di Crosshair di piazzare un localizzatore fallisce e l'assassino se ne va con Omega.

## Juggernaut
- Titolo originale: Juggernaut
- Diretto da: Steward Lee
- Scritto da: Ezra Nachman

### Trama
CX-2 restituisce Omega a Tantiss, dove Emerie analizza il suo sangue e conferma che è ciò di cui hanno bisogno. Hemlock imprigiona Omega con gli altri giovani soggetti del test del Progetto Negromante. Una volta che le forze imperiali lasciano Pabu, Crosshair suggerisce a Hunter e Wrecker di ottenere la posizione di Tantiss da Rampart, che è imprigionato in un campo di lavoro imperiale su Erebus. Con l'aiuto di Phee si infiltrano in Erebus, dirottano un veicolo di trasferimento della prigione e scappano con Rampart. Sulla nave di Phee, Rampart spiega che nessuno conosce le coordinate di Tantiss ma è disposto ad aiutarli a trovare la struttura in cambio del non essere riportato al campo di lavoro.

## Nella breccia
- Titolo originale: Into the Breach
- Diretto da: Saul Ruiz
- Scritto da: Brad Rau

### Trama
Omega viene presentata ai suoi compagni soggetti del test del Progetto Negromante: Eva, Jax, Sami e Bayrn. Dice loro che è già scappata da Tantiss e ha intenzione di farlo di nuovo usando un passaggio dietro le pareti della loro cella. La Bad Batch e Rampart si incontrano con Echo e una navetta imperiale rubata, che usano per infiltrarsi in una stazione di collegamento imperiale a Coruscant per trovare le coordinate di Tantiss. Incapace di estrarre le informazioni dalle banche dati della stazione, Echo decide di intrufolarsi a bordo di una navetta scientifica diretta a Tantiss e disabilitare i suoi sensori di prossimità. Ciò consente agli altri di attraccare sulla nave con la loro navetta rubata proprio mentre entra nell'iperspazio.

## Attacco lampo
- Titolo originale: Flash Strike
- Diretto da: Nate Villanueva
- Scritto da: Brad Rau

### Trama
Hemlock viene avvisato che la Bad Batch si è infiltrata nella stazione di rilancio e invia combattenti per intercettare la nave in arrivo. Hunter, Wrecker, Crosshair e Rampart sono costretti a schiantarsi vicino alla base di Tantiss e proseguire a piedi, braccati dalle pattuglie di Stormtrooper. Con la base in massima alerta, Omega approfitta della distrazione per esplorare la via di fuga pianificata e trova la Bestia Zillo in un recinto sotterraneo. Nella giungla, Rampart risveglia accidentalmente una grande creatura che li attacca. Viene separato dagli altri e viene catturato. Echo si infiltra nella base e incontra Emerie, che gli racconta degli altri bambini tenuti con Omega.

## È arrivata la cavalleria
- Titolo originale: The Cavalry Has Arrived
- Diretto da: Steward Lee, Saul Ruiz & Brad Rau
- Scritto da: Jennifer Corbett

### Trama
Omega e gli altri bambini scappano e liberano la Bestia Zillo, che va su tutte le furie per la struttura. Hunter, Wrecker e Crosshair si infiltrano nella base ma vengono catturati dagli agenti CX di Hemlock. Echo ed Emerie trovano i bambini ed Emerie porta gli altri in salvo. Echo e Omega liberano Nala Se, Rampart e gli altri prigionieri cloni. Nala Se va a distruggere i dati della struttura, per proteggere Omega e impedire all'Impero di utilizzare la sua ricerca, ma Rampart la uccide e intende utilizzare la ricerca per fare leva con l'Impero. Prima di morire, Nala Se usa una granata per distruggere i dati e uccidere Rampart. Hemlock tenta di convertire Hunter, Wrecker e Crosshair in agenti, ma Echo, Omega e gli altri cloni li liberano e sconfiggono gli agenti esistenti. Hemlock prende Omega in ostaggio, ma lei aiuta Hunter e Crosshair a ucciderlo. Fuggono tutti a Pabu, dove Emerie decide di unirsi a Echo e Rex per aiutare altri cloni. Tarkin chiude Tantiss e dirotta i suoi finanziamenti al Progetto Stellina. Anni dopo, un'Omega adulta lascia Pabu per unirsi alla ribellione contro l'Impero.